# Le Kadox
 (janvier 2013).
Si vous disposez d'ouvrages ou d'articles de référence ou si vous connaissez des sites web de qualité traitant du thème abordé ici, merci de compléter l'article en donnant les références utiles à sa vérifiabilité et en les liant à la section « Notes et références ».
Le Kadox était un jeu télévisé d'origine américaine, animé par Alexandre Debanne, diffusée sur France 3 de 1998 à 2000.

## Description
Le Kadox est une adaptation de L'Académie des neuf, émission animée par Jean-Pierre Foucault de 1982 à 1987, elle-même adaptée d'une émission américaine, The Hollywood Squares (en). 
Le principe du jeu est basé sur une grille de 9 cases, chaque case étant représentée par une célébrité et deux candidats.

Le but d'un candidat est d'obtenir une ligne (horizontale, verticale ou diagonale) marqué du symbole qui lui est attribué (rond ou croix) sur le principe du jeu du morpion.

Jeu de morpion

## Célébrités ayant participé auKadox
- Christophe Alévêque
- Sylvain Augier
- Isabelle Alonso
- Laurence Badie
- Laurent Baffie
- Thierry Beccaro
- Marie-Paule Belle
- Georges Beller
- Maïtena Biraben
- Laurence Boccolini
- Pierre Bonte
- Jean-François Bordier
- Pascal Brunner
- Roger Carel
- Jean-Pierre Castaldi
- Jean-Pierre Coffe
- Philippe Corti
- Muriel Cousin
- Michel Crémadès
- Jean-Jacques Debout
- Sophie Delmas
- Sonia Dubois
- Danièle Évenou
- Vincent Ferniot
- Nicolas Filali
- Christian Gabriel et Fredy
- Éric Galliano
- Sophie Garel
- Charlotte Gomez
- La Compagnie créole
- Didier Gustin
- Lara Julien
- Sylvie Joly
- Casimir
- Catherine Lachens
- Patrice Laffont
- Éric Laugérias
- Amanda Lear
- Yves Lecoq
- Karine Le Marchand
- Virginie Lemoine
- Valérie Mairesse
- Maurice
- Marthe Mercadier
- Bruno Masure
- Isabelle Mergault
- Michaël Milon
- Olivier Minne
- Sylvain Mirouf
- Nelson Monfort
- Véronique Moreau
- Pépita
- Pierre Perret
- Vincent Perrot
- Laurent Petitguillaume
- Bernard Rapp
- Anne Roumanoff
- Laurent Ruquier
- Camille Saféris
- Tex
- Véronique et Davina
- Ulrika Von Glott